# Conférence épiscopale catholique hongroise
La Conférence épiscopale catholique hongroise (en hongrois : Magyar Katolikus Püspöki Konferencia, abrégé MKPK) est une conférence épiscopale de l’Église catholique qui réunit les ordinaires de Hongrie.
La conférence est représentée à la Commission des épiscopats de l’Union européenne (COMECE). Son président participe également au Conseil des conférences épiscopales d’Europe (CCEE), avec une petite quarantaine d’autres membres.

## Membres
La conférence est constituée de tous les évêques (dont les archevêques et les évêques auxiliaires) des douze diocèses (dont quatre archidiocèses) de rite latin et des trois diocèses (dont un archidiocèse) de rite grec, plus un abbé territorial et un ordinaire militaire, soit une grosse vingtaine de membres :
- András Veres (hu), évêque de Győr et président de la conférence[5] ;
- Péter Erdő, cardinal et archevêque d’Esztergom-Budapest[6] ;
- Balázs Bábel (hu), archevêque de Kalocsa-Kecskemét[7] ;
- Csaba Ternyák (hu), archevêque d’Eger[8] ;
- Fülöp Kocsis, archéparque de Hajdúdorog et chef de l’Église grecque-catholique hongroise[9] ;
- György Udvardy (hu), archevêque de Veszprém[10] ;
- Antal Spányi (hu), évêque de Székesfehérvár[11] ;
- László Kiss-Rigó, évêque de Szeged-Csanád[12]
- János Székely (hu), évêque de Szombathely[13] ;
- Ferenc Palánki (hu), évêque de Debrecen-Nyíregyháza[14] ;
- Atanáz Orosz, éparque de Miskolc et administrateur apostolique de Nyíregyháza[15] ;
- László Varga (hu), évêque de Kaposvár[16] ;
- Cirill Hortobágyi, abbé territorial de Pannonhalma[17] ;
- Ábel Szocska (hu), éparque de Nyíregyháza[18] ;
- Zsolt Marton (hu), évêque de Vác[19] ;
- László Felföldi (hu), évêque de Pécs[20] ;
- Tibor Berta (hu), ordinaire militaire de Hongrie[21] ;
- Lajos Varga (hu), évêque auxiliaire de Vác[22] ;
- Ferenc Cserháti (hu), évêque auxiliaire de l’archidiocèse de Kalocsa-Kecskemét et évêque honoraire de Centuria en Algérie[23] ;
- Gábor Mohos (hu), évêque auxiliaire de l’archidiocèse d’Esztergom-Budapest[24] ;
- Benedek Szabolcs Fekete (hu), évêque auxiliaire de Szombathely[25].

Peuvent être également conviés les évêques émérites, même s’ils n’ont alors qu’une voix consultative :
- Béla Balás (hu), évêque émérite de Kaposvár[4] ;
- Miklós Beer (hu), évêque émérite de Vác[27] ;
- László Bíró (hu), évêque émérite de l’ordinariat militaire de Hongrie[28] ;
- Nándor Bosák (hu), évêque émérite de Debrecen-Nyíregyháza[4] ;
- Endre Gyulay (hu), évêque émérite de Szeged-Csanád[4] ;
- István Katona (hu), évêque auxiliaire émérite de l’archidiocèse d’Eger[4] ;
- Szilárd Keresztes (hu), archéparque émérite de Hajdúdorog[4] et ancien administrateur apostolique de Miskolc ;
- Gáspár Ladocsi (hu), évêque auxiliaire émérite de l’archidiocèse d’Esztergom-Budapest[4] et ancien ordinaire militaire de Hongrie[29] ;
- Gyula Márfi (hu), archevêque émérite de Veszprém[30] ;
- Mihály Mayer (hu), évêque émérite de Pécs[4] ;
- Lajos Pápai (hu), évêque émérite de Győr[4] ;
- Asztrik Várszegi, abbé territorial émérite de Pannonhalma[31].

Le nonce apostolique est également invité.

## Sanctuaires
La conférence épiscopale a désigné un sanctuaire national, la basilique Saint-Michel ou sanctuaire Notre-Dame-des-Douleurs de Máriapócs, rattachée à l’Église grecque-catholique hongroise, le 1er décembre 2005.